# يوجي تاكاهاشي
يوجي تاكاهاشي (باليابانية: 高橋 祐治) (11 أبريل 1993 في أوتسو في اليابان – )؛ هو لاعب كرة قدم ياباني سابق كان يلعب كمدافع.

## وصلات خارجية
- يوجي تاكاهاشي على موقع رابطة كرة القدم اليابانية للمحترفين (اليابانية)
- يوجي تاكاهاشي على موقع إي إس بي إن إف سي (الإنجليزية)
- يوجي تاكاهاشي على موقع قاعدة بيانات كرة القدم.إي يو (الإنجليزية)
- يوجي تاكاهاشي على موقع Soccerway.com (الإنجليزية)
- يوجي تاكاهاشي على موقع عالم كرة القدم.نت (الإنجليزية)